# Juan Verzosa y Ponce de León
Juan Verzosa y Ponce de Leon, spansk diktare och diplomat, född 1523 i Zaragoza, död 1574 i Rom, fullbordade sina studier vid universitetet i Paris och anställdes som legationssekreterare hos Diego de Mendoza i Rom. Under diplomatiska uppdrag i England, Tyskland, Frankrike och Italien förvärvade han omfattande kunskaper i dessa länders språk, förutom att han talade flytande både latin och grekiska. Av hans publikationer kan man nämna "Historia de Felipe I", "Poema de San Pedro Arbués".